# Sterkfontein

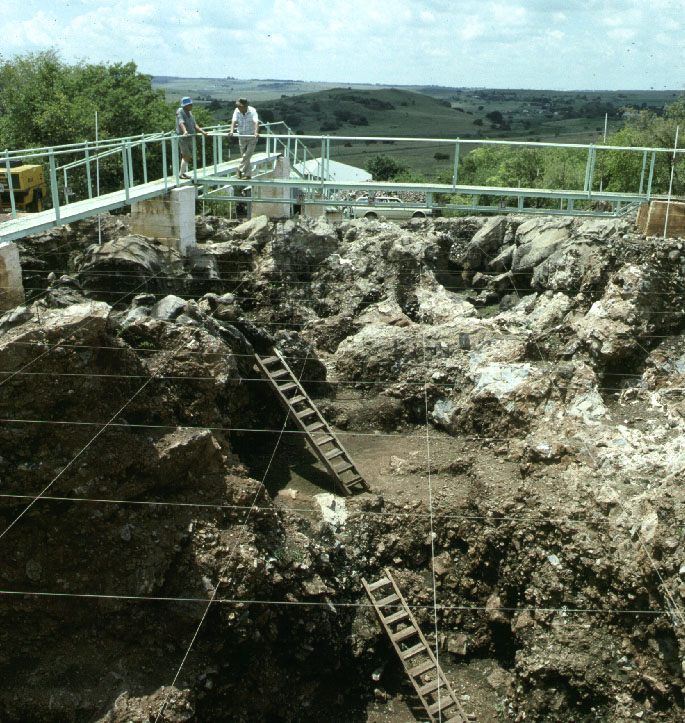
Laufstege für Besucher oberhalb der alten Grabungsschächte

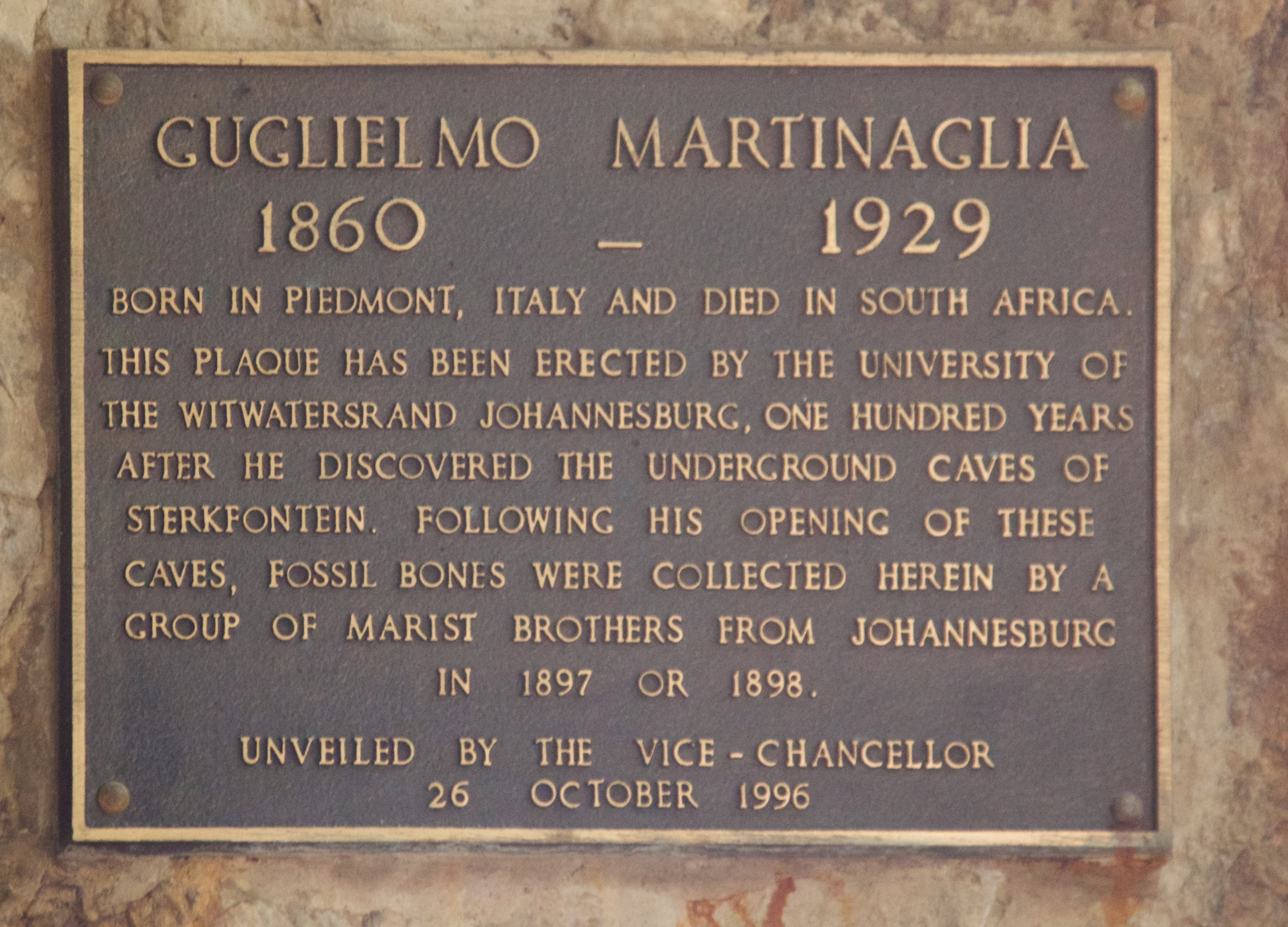
Gedenktafel für Guglielmo Martinaglia am Höhlensystem von Sterkfontein

Sterkfontein (afrikaans für „starke Quelle“) ist die Bezeichnung für eine Reihe von Karsthöhlen bei der Stadt Krugersdorp nordwestlich von Johannesburg in der südafrikanischen Provinz Gauteng. Die Höhlen sind von besonderem Interesse für die Forschung auf dem Gebiet der Paläoanthropologie, da hier eine Reihe von Fossilien früher Verwandter des Menschen gefunden wurden. Sterkfontein wurde 1999 zum UNESCO-Weltkulturerbe erklärt und seitdem als Cradle of Humankind („Wiege der Menschheit“) bezeichnet.

## Beschreibung
Die Ausgrabungen in den Höhlen begannen in den späten 1890er-Jahren, nachdem Kalkstein suchende Geologen um den Italiener Guglielmo Martinaglia, die die Fossilien bemerkten und Paläontologen darauf aufmerksam machten. Jedoch erst 1936 begannen Studenten von Raymond Dart und Robert Broom von der Witwatersrand-Universität mit systematischen Ausgrabungen, in deren Verlauf zahlreiche Fossilien früher Hominini geborgen wurden. 1936 entdeckte ein Schüler, Gert Terblanche, die Überreste eines Schädels, der 1938 von Broom als Holotypus der neu beschriebenen Gattung Paranthropus und ihrer Typusart Paranthropus robustus ausgewiesen wurde. Dieser Fund unterstützte Raymond Darts Interpretation, dass der bei Taung gefundene und als „Kind von Taung“ bekannte Australopithecus africanus ein früher Verwandter der Vorfahren des Menschen war.
Im Zweiten Weltkrieg ruhten die Ausgrabungen, danach wurden sie durch Robert Broom fortgesetzt. 1947 fand er den fast vollständigen Schädel eines erwachsenen weiblichen (oder vielleicht auch jugendlichen männlichen) Australopithecus africanus, dem Broom allerdings zunächst den neuen Gattungsnamen Plesianthropus transvaalensis („Beinahe-Mensch von Transvaal“) gab. Bekannt wurde dieser Schädel auch unter der heute noch gängigen Abkürzung „Mrs. Ples“. Sie oder er wird auf ein Alter von 2,6 bis 2,8 Millionen Jahre geschätzt und damit auf das Pliozän datiert. Mittels Oberflächenexpositionsdatierung wurde 2003 das Alter mehrerer Fundstätten auf ca. vier Millionen Jahre datiert.
Die Ausgrabungen werden kontinuierlich fortgesetzt und ergaben bislang mehr als 500 hominine Fundstücke; damit ist Sterkfontein die reichste lokal begrenzte Fundstätte der Welt für frühe Hominini. Bekannt ist die Höhle seit 1995 ferner für „Little Foot“, ein Skelett, das zunächst auf rund drei Millionen Jahre, später auf etwa vier Millionen Jahre und zuletzt auf zwei Millionen Jahre datiert wurde.
Heute ist die Höhle teilweise für Besucher geöffnet. Ein neu gebautes Besucherzentrum zeigt eine Ausstellung über die Entwicklung der Erde und der Menschheit. Anschließend führt ein Pfad zum Höhleneingang. Dort führen Stufen bis zu 60 Meter tief. Skelette sind allerdings nicht zu sehen.
Seit 2005 gibt es zehn Kilometer nordwestlich ein weiteres Besucherzentrum mit dem Namen Maropeng (Setswana für „Rückkehr an unseren Ursprungsort“). Es richtet sich auch an Kinder.

## Administratives
Das Gebiet der archäologische Fundstätte mit ihrer nahen Umgebung war zeitweilig ein District Management Area, ein administratives Sonderterritorium (Sterkfontein DMA, GTDMA48). Als solches unterstand es bis 2008 der Verwaltung des Distrikts West Rand in der Provinz Gauteng und gehörte keiner Lokalgemeinde an.

## Belege
1. ↑  La vita di Guglielmo Martinaglia il piemontese che scoprì la Grotta delle Meraviglie. Eingesehen am 12. Dezember 2018.
2. ↑  Robert Broom: The Pleistocene Anthropoid Apes of South Africa. In: Nature. Band 142, Nr. 3591, 1938, S. 377–379, doi:10.1038/142377a0, Volltext (PDF).
3. ↑  Tim C. Partridge et al.: Lower Pliocene Hominid Remains from Sterkfontein. In: Science. Band 300, Nr. 5619, 2003, S. 607–612, doi:10.1126/science.1081651.
4. ↑  Darryl E. Granger et al.: Cosmogenic nuclide dating of Australopithecus at Sterkfontein, South Africa. In: PNAS. Band 119, Nr. 27, 2022, e2123516119, doi:10.1073/pnas.2123516119.
 Vormenschen lebten eine Million Jahre früher als angenommen. Auf: spektrum.de vom 28. Juni 2022.
5. ↑  Municipal Demarcation Board: Local Government: Municipal Structures Act: District management areas: Withdrawal. Notice 1022 of 2008 In: Government Gazette No. 31353, 19. August 2008. online auf www.gov.za (englisch, PDF).

Koordinaten: 26° 0′ 56″ S, 27° 44′ 5″ O